# Pel-Air
Pel-Air Aviation Pty. Ltd. (kurz Pel-Air) ist eine australische Charterfluggesellschaft mit Sitz in Sydney und Basis auf dem Kingsford Smith International Airport. Sie ist eine Tochtergesellschaft der Regional Express.

## Geschichte

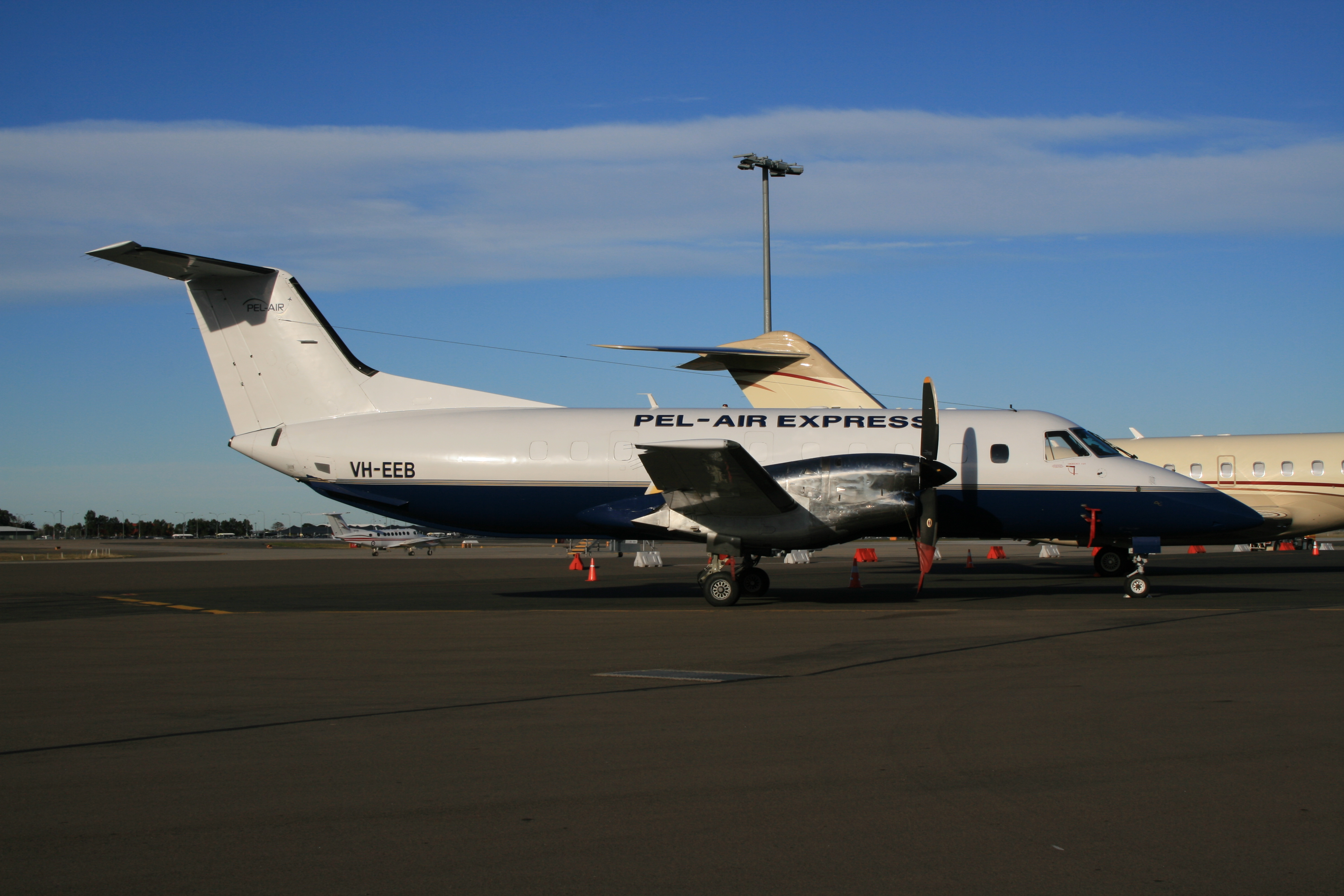
Embraer EMB 120ER der Pel-Air

Pel-Air Aviation wurde 1984 gegründet und begann ein Jahr später den Flugbetrieb mit einer IAI 1124. Ab Januar 1989 begann die Tochtergesellschaft Qwestair mit Linienflügen in Westaustralien. Der Flugbetrieb zwischen Perth und dem Bergbauort Telfer/Western Australia wurde mit einer geleasten Beechcraft Super King Air B200 durchgeführt.
1995 wurde Newcastle Aviation, ein Betreiber von Fairchild Metro II und III sowie Mitsubishi MU-2-Frachtflugzeugen, übernommen. Nach der Übernahme wurden die Metro II und MU-2 zurückgegeben und die Metro-III-Flotte ausgebaut. 1996 schloss Pel-Air einen Servicevertrag mit der Royal Australian Navy und die Flotte wurde durch den Kauf von vier Learjets ausgebaut. 1997 erhielt Pel-Air mehrere Metro II und vermietete sie für Trainingsaufgaben an die RAN; die Maschinen wurden auf der Luftwaffenbasis Wagga Wagga stationiert. 2003 ersetzte man die Metro III durch größere Frachtflugzeuge der Typen Beechcraft 1900C und Embraer EMB 120ER. 
Von 2005 bis Mitte 2007 wurde Pel-Air stufenweise von Regional Express Holding übernommen. Ebenfalls 2007 wurde mit Aspen Medical ein Joint Venture für Flüge für CareFlight International geschlossen. Das Abkommen beinhaltet Ambulanzflüge vom Darwin International Airport mit einer IAI 1124. Das Abkommen wurde 2008 durch die Stationierung einer weiteren IAI 1024 für CareFlight am Flughafen Perth erweitert. Im Juni 2008 erhielt Pel-Air das erste Saab 340A-Frachtflugzeug; die Maschine war zuvor als Passagiermaschine für Regional Express (REX) im Einsatz. Es besteht die Absicht, die meisten der Saab 340A von REX in den nächsten Jahren zu übernehmen.

## Flugziele
Pel-Air bietet Charter- und Ad-hoc-Flüge zu Zielen innerhalb Australiens und auch den pazifischen Inseln an. Des Weiteren werden Fracht- und Ambulanzflüge durchgeführt. Ein wichtiger Auftraggeber ist der australische Staat.
Frachtcharterflüge werden durch die Tochtergesellschaft Pel-Air Express angeboten.

## Flotte

### Aktuelle Flotte

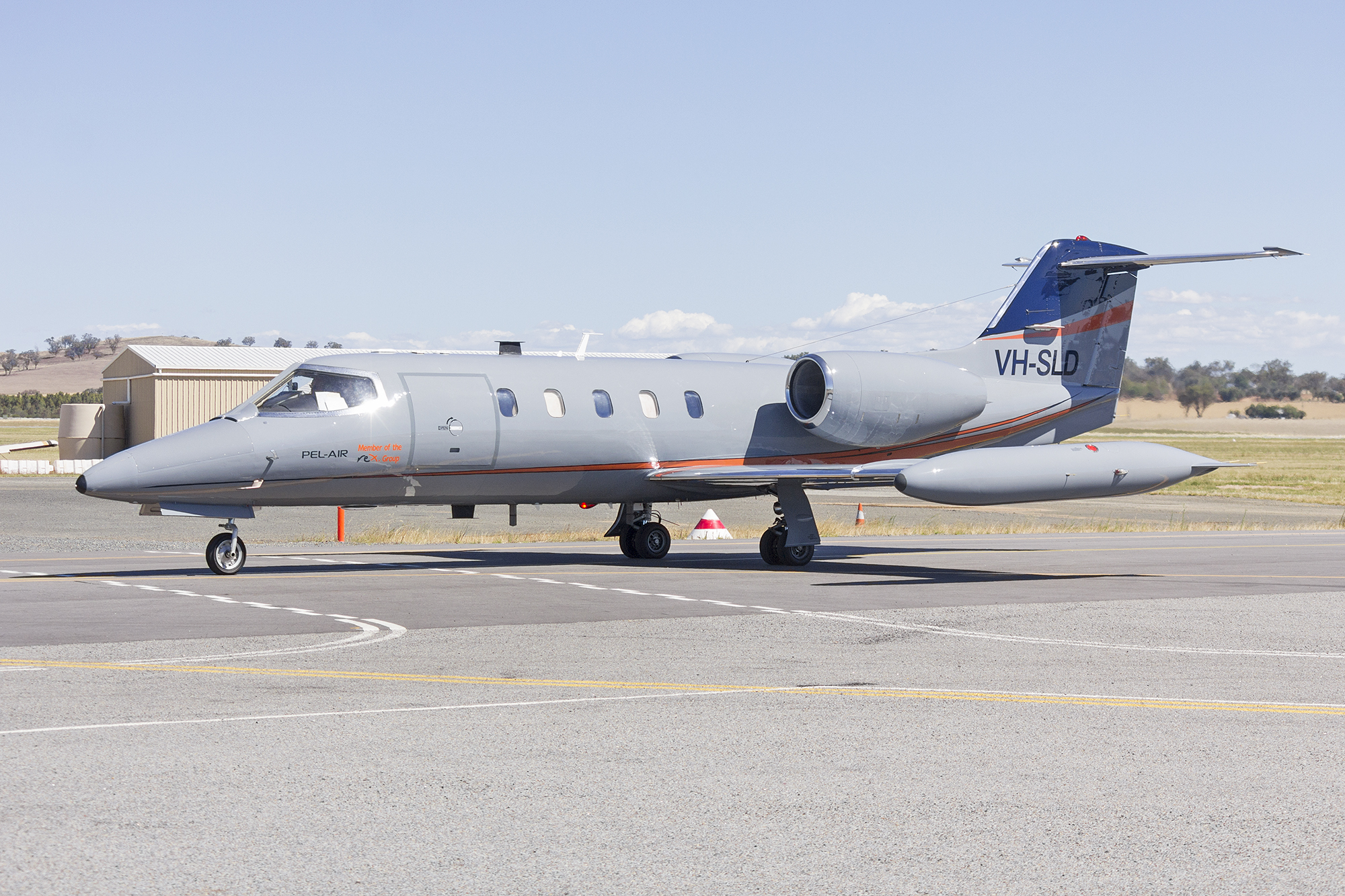
Learjet 35A der Pel-Air

Mit Stand  März 2023 besteht die Flotte der Pel-Air aus 35 Flugzeugen:
| Flugzeugtyp                     | Anzahl | bestellt | Anmerkungen       |
| ------------------------------- | ------ | -------- | ----------------- |
| Beechcraft Super King Air B200C | 04     |          |                   |
| Beechcraft Super King Air B350C | 04     |          | Ambulanzflugzeuge |
| Embraer EMB 120                 | 01     |          |                   |
| Fairchild Metroliner III SA-227 | 09     |          |                   |
| IAI 1124                        | 07     |          |                   |
| IAI 1124A                       | 02     |          |                   |
| Learjet 35A                     | 06     |          |                   |
| Learjet 36                      | 02     |          |                   |
| Saab 340A                       | 02     |          | Frachtflugzeuge   |
| Gesamt                          | 35     | –        |                   |

Auf der Website des Unternehmens sind nur 18 Flugzeuge angegeben (Saab 340, Westwind 1124, Beechcraft King Air B350C and Beechcraft King Air B200C).

### Ehemalige Flugzeugtypen
- Learjet 36A

## Zwischenfälle
Die Pel-Air verzeichnet in ihrer Geschichte mehrere Zwischenfälle:
- Am 10. Oktober 1985 stürzte eine IAI 1124 (Luftfahrzeugkennzeichen VH-IWJ) mit zwei Personen an Bord ab. Beide Insassen kamen ums Leben.[4]
- Am 27. April 1995 verunglückte eine weitere IAI 1124 (Luftfahrzeugkennzeichen VH-AJS) mit zwei Mann Besatzung und einem Passagier an Bord im Anflug auf Alice Springs. Niemand überlebte den Absturz.[5]
- Am 18. November 2009 musste eine IAI 1124 (Luftfahrzeugkennzeichen VH-NGA) nach vier missglückten Landeversuchen am Norfolk Island International Airport aufgrund von fehlendem Treibstoff notwassern. Alle Insassen überlebten.[6]